# 韩店镇 (庄浪县)
韩店镇，是中华人民共和国甘肃省平凉市庄浪县下辖的一个乡镇级行政单位。

## 行政区划
韩店镇下辖以下地区：
郭漫村、石桥村、花河村、岔沟村、刘咀村、王崖村、上洼村、马家寺村、东门村、西门村、试雨村、刘河村、下沟村、中庄村、武家村、潘河村和聂坪村。